# Следующий фильм Чича и Чонга
«Следующий фильм Чича и Чонга» — вторая картина комического дуэта Чича и Чонга, выпущенная в 1980 году. В переводе Петра Гланца фильм имеет название «Укуренные 2: Снова в кумаре!». Также встречается название «Укуренные заживо!».

## Сюжет
Хотя Чич, один из главных героев фильма, теряет работу и вынужден скрываться от своего разъярённого соседа, он в то же время не прочь поухаживать за красавицей по имени Донна. Между тем Чонг, встретившись с кузеном Чича по имени Ред, отправляется в поездку вокруг Голливуда на дорогой спортивной машине. По пути эта пара переживает целый ряд приключений, вплоть до встречи с инопланетянами.

## В ролях
- Томми Чонг — Чонг
- Чич Марин — Чич, Ред
- Эвелин Герерро — Донна
- Рикки Марин — Глория
- Эди МакКлёрг — Мать Глории
- Пол Рубенс — Пии-Вии
- Майкл Уинслоу — Парень в офисе
- Джон Стэдмен — Старик в офисе
- Питер Бромилов — Мотоциклист
- Шелби Чон — Красотка
- Мисси Кливленд — Массажистка
- Кассандра Петерсон — Заложница